# Poulainville
 Poulainville  es una población y comuna francesa, en la región de Picardía, departamento de Somme, en el distrito de Amiens y cantón de Amiens 8e (Nord).

## Demografía
| 325 | 504 | 978 | 1254 | 1360 | 1373 | 1344 |
| Para los censos de 1962 a 1999 la población legal corresponde a la población sin duplicidades (Fuente: INSEE [Consultar]) |     |     |      |      |      |      |